# Serhij Pohodin
Serhij Anatolijowycz Pohodin, ukr. Сергій Анатолійович Погодін, ros. Сергей Анатольевич Погодин, Siergiej Anatoljewicz Pogodin (ur. 29 kwietnia 1968 w Rubiżne w obwodzie ługańskim, Ukraińska SRR) – ukraiński piłkarz, grający na pozycji pomocnika, Ukrainy, trener piłkarski.

## Kariera piłkarska

### Kariera klubowa
Rozpoczął karierę piłkarską w Zorii Ługańsk. W 1987 przeszedł do Dynama Kijów, ale nie potrafił przebić się do składu podstawowego i w 1990 powrócił do Zorii. We wrześniu przeniósł się do Szachtara Donieck. Po rozpadzie ZSRR wyjechał za granicę, gdzie został piłkarzem holenderskiej Rody JC Kerkrade. W 1993 wyjechał do Rosji, gdzie podpisał długoterminowy kontrakt z Spartakiem Moskwa. Jednak w moskiewskim klubie również nie potrafił przebić się do składu podstawowego i był wypożyczony z powrotem do Szachtara. W sierpniu 1995 podpisał półroczny kontrakt z hiszpańskim klubem CP Mérida, skąd przeniósł się do izraelskiego Hapoelu Tel Awiw. W 1998 powrócił do Ukrainy, gdzie został piłkarzem Torpeda Zaporoże. Potem występował w zespołach Zoria Ługańsk i Tytan Armiańsk, łącząc w nich funkcje trenerskie. W 2008 zakończył karierę piłkarską.

### Kariera reprezentacyjna
29 kwietnia 1992 debiutował w drużynie narodowej Ukrainy w przegranym 1:3 meczu towarzyskim z Węgrami. Więcej nie był zapraszany do reprezentacji.

## Kariera trenerska
Jeszcze będąc piłkarzem pełnił również funkcje trenerskie w Zorii Ługańsk. Od 2006 kontynuował funkcje trenera i piłkarza ale już w klubie Tytan Armiańsk.

## Sukcesy i odznaczenia

### Sukcesy klubowe
- wicemistrz ZSRR: 1988
- zdobywca Pucharu ZSRR: 1990
- mistrz Rosji: 1993, 1994

### Odznaczenia
- tytuł Mistrza Sportu ZSRR: 1991